# Рамиро III (король Леона)
Рами́ро III (исп. Ramiro III; 961—26 июня 985) — король Леона (966—984) из династии Перес.

## Биография

### Регентство

#### Первые годы регентства
Рамиро III наследовал престол королевства Леон в 5-летнем возрасте, после того как его отец Санчо I в ноябре или декабре 966 года был отравлен во время подавления мятежа в Галисии. Первый документ, в котором Рамиро наделён королевским титулом, датирован 16 декабря этого года. Из-за малолетства нового короля был создан регентский совет, в который вошли его тётка по отцовской линии, аббатиса монастыря Сан-Сальвадор-де-Леон Эльвира Рамирес, и его мать, Тереза Ансурес из Монсона, вскоре также ушедшая в монастырь. Главную роль в регентском совете играла Эльвира Рамирес, опиравшаяся на поддержку христианских прелатов королевства и тесные связи с королевской семьёй Наварры, король которой, Гарсия I Санчес, был многолетним союзником отца Рамиро. Считается, что именно поддержке короля Гарсии I Рамиро обязан сохранением за собой престола. Многие выходцы из Наварры стали лицами, особо приближёнными к Эльвире Рамирес.
В первые же годы правления Рамиро III среди знати королевства проявился раскол по вопросу о том, является ли Рамиро достойным кандидатом на престол. На коронации Рамиро III была только часть вассалов короля Леона: несмотря на присутствие графа Сальдании Гомеса Диаса и нескольких галисийских графов во главе с Родриго Веласкесом и Фроилой Вела, отсутствовали такие крупные феодалы, как граф Португалии Гонсало Мендес и граф Асторги Гонсало Муньес, которому приписывали отравление короля Санчо I и который в это время был освобождён из заключения своими сторонниками. Противники Рамиро III поддерживали воспитывавшегося в Галисии Бермудо II, сына короля Ордоньо III. Граф Кастилии Фернан Гонсалес придерживался нейтралитета.
Эльвира Рамирес попыталась поднять престиж власти восстановлением в титулатуре короля императорских символов: в хартиях в отношении Рамиро начинает употребляться титул «Император всей Испании» (Imperator totius Hispaniae), имя Рамиро сопровождается именем Flavio (Флавий), которое применялось сначала римскими императорами, а затем королями вестготов, сама Эльвира употребляет титул basilea (императрица). Однако усилить влияние в тех областях, где были сильны позиции противников Рамиро III, ей не удалось. В результате власть регентского совета распространялась только на центральную и на восточную части королевства; бо́льшая часть Галисии и Португалия власть короля Рамиро не признали.

#### Нападение викингов на Галисию
Уже в 968 году Эльвира Рамирес столкнулась с серьёзной угрозой: на побережье Галисии, высадилось большое войско викингов во главе с Гундредом. Не получив военной помощи от короля, против норманнов выступил епископ Сантьяго-де-Компостелы Сиснанд II, однако возглавленное им галисийское ополчение потерпело поражение в сражении при Форнелосе, а сам епископ был убит. Попытка Эльвиры направить против викингов святого Росендо, разбившего викингов в 965 году, к успеху не привела. Не встречая сопротивления, норманны в течение трёх лет разграбили 18 галисийских городов, в том числе и Сантьяго-де-Компостелу. Только в 971 году одному из графов удалось собрать новое войско и разбить викингов. Гундред погиб. Остатки его войска отплыли на юг, с намерением напасть на земли Кордовского халифата.

#### Дальнейший упадок авторитета регентства
Правление женщины-регента не было популярным среди большинства вассалов короля, даже среди тех, кто первоначально приветствовал восхождение на престол Рамиро III. Единственным постоянным сторонником Эльвиры Рамирес была семья Ансурес, в то время как граф Сальдании и граф Кастилии, занятые при слабой королевской власти расширением своих владений не только за счёт ничейных земель на границе с Кордовским халифатом, но и за счёт личных владений короля, всё более отстранялись от поддержки Рамиро. Хотя Эльвире Рамирес удавалось не допускать открытого выступления вассалов против власти Рамиро III, это делалось путём уступок земель и даров, что ещё больше подрывало авторитет её правления.
Желая обеспечить себе возможную поддержку мавров, в конце 960-х—начале 970-х годов в Кордову направляли свои посольства все правители христианских государств Пиренейского полуострова (в том числе граф Барселоны Боррель II и король Наварры Санчо II Абарка). Посольства Эльвиры Рамирес в 971 и 973 годах подтвердили мирный договор, заключённый с халифом аль-Хакамом II королём Санчо I. Однако в это же время к халифу приезжали и посольства вассалов короля Леона. Послы графа Монсона Фернандо Ансуреса, галисийский граф Родриго Веласкес и лично приехавший в Кордову граф Кастилии Гарсия Фернандес выступали как независимые от короля правители и сами вели переговоры с халифом.

#### Начало войны с маврами
В конце лета 974 года ал-Хакам II тяжело заболел. Узнав о болезни халифа и о том, что Кордовский халифат в это время вёл тяжёлую войну в своих африканских владениях, граф Кастилии Гарсия Фернандес, с согласия Эльвиры Рамирес, разорвал мирный договор с маврами и напал на крепость Десу, а затем разбил войско мусульман в бою под Льано-де-Альборес. Весной 975 года граф Кастилии вновь вторгся во владения мавров и осадил одну из важнейших мусульманских крепостей — Гормас, расположенную в непосредственной близости от кастильского города Сан-Эстебан-де-Гормас. Против него выступил один из лучших полководцев халифа — Галиб аль-Насири. Первое столкновение между войсками христиан и мавров не принесло победы ни одной из сторон, однако Галиб должен был отвести свои войска за текущую поблизости реку. В это время как к христианам, так и к маврам, стали подходить подкрепления. В лагерь Гарсии Фернандеса прибыли со своими отрядами Эльвира Рамирес и Рамиро III, король Наварры Санчо II Абарка, а также графы Мансона Фернандо Ансурес и Сальдании Гомес Диас. Общая численность войска христиан составляла 60 000 воинов. 18 июня христиане предприняли штурм крепости Гормас, но были вынуждены отступить, понеся большие потери. Одновременно Галиб сам напал на войско христиан и нанёс ему новое поражение. Отступая, христианские правители разделили свои войска и направились каждый в свои владения, однако они были вновь атакованы подошедшими войсками мавров: Галиб разбил графа Гарсию Фернандеса при Ланге, а вали Сарагосы нанёс поражение Санчо II Абарке.
Сражение при Гормасе стало последним по времени событием, в котором Эльвира Рамирес упоминалась как регент. С этого момента её имя перестаёт фигурировать в официальных документах королевства. Предполагается, что знать, воспользовавшись поражением от мавров, сумела отстранить Эльвиру от регентства и та снова удалилась в монастырь, или Эльвира погибла во время отступления из-под Гормаса. Рамиро III, ставший в 976 году совершеннолетним, принял на себя всю власть в королевстве.

### Самостоятельное правление

#### Война с маврами
976 год прошёл без серьёзных столкновений с маврами, однако в 977 году свои походы против христиан начал один из выдающихся государственных деятелей и военачальников мусульманской Испании Мухаммад ибн Абу Амир, позднее принявший имя аль-Мансур. С этого времени война приняла очень неудачный для христиан характер. Уже в ходе своего первого похода аль-Мансур взял принадлежавшую королевству Леон Саламанку, а затем в трёх последовательных сражениях нанёс поражения правителям христианской Испании, разбив Рамиро III при Сан-Эстебан-де-Гормасе, графа Кастилии Гарсию Фернандеса вновь при Ланге, а короля Наварры Санчо II Абарку — при Эстеркуэле. Дойдя до границ Астурии, аль-Мансур возвратился в Кордову с богатой добычей и множеством пленных. В этом же году мавры совершили ещё одно нападение на владения Рамиро. Более мелкие вторжения в королевство Леон происходили почти каждый год.
В 981 году король Рамиро III принял у себя в столице мусульманского военачальника Галиба аль-Насири, недовольного отстранением аль-Мансуром от реальной власти халифа Хишама II и поднявшего мятеж против хаджиба. Соединившись с отрядами сторонников Галиба, леонское войско двинулось в поход на Кордову. Ему навстречу выступило войско мавров во главе с аль-Мансуром. Битва произошла 10 июля у Сан-Висенте (около Атьенсы). Первоначально перевес был на стороне войска союзников, но когда Галиб получил удар в голову и упал с коня, его сторонники решили, что он погиб и обратились в бегство. Вслед за ними, неся тяжёлые потери, отступило и войско Рамиро III. Галиб был найден. Его обезглавленное тело, для устрашения противников аль-Мансура, было выставлено на всеобщее обозрение в Кордове.
В качестве мести за поддержку королём Рамиро Галиба, аль-Мансур в этом же году совершил большой поход в королевство Леон. Одна часть войска мавров под командованием Абдаллы аль-Хаджара захватила город Самору, за исключением её цитадели, убив 4 000 местных жителей. В это время сам аль-Мансур разбил соединённое войско Рамиро III, Санчо II Абарки и Гарсии Фернандеса при Руэде, заставив его отступить к Леону. По пути взяв и разрушив Симанкас, аль-Мансур подступил к столице Рамиро III. Несмотря на неоднократные приступы, маврам удалось захватить лишь некоторые кварталы хорошо укреплённого города, а начавшаяся зима заставила их снять осаду. Разрушив занятую ими часть города и разорив окрестности аль-Мансур возвратился в Кордову. Король Рамиро, видя разорение своего королевства и не имея возможности продолжать войну с аль-Мансуром, был вынужден заключить с маврами мир на условиях признания себя данником Кордовского халифата. Вслед за ним вассалом халифа признал себя и король Наварры. Войну с маврами продолжал только граф Кастилии Гарсия Фернандес.

#### Мятеж Бермудо II
Ещё в самом начале своего самостоятельного правления Рамиро III предпринял безуспешную попытку возвратить под свой контроль Галисию и графство Португалию, во время регентства Эльвиры Рамирес фактически вышедшие из под контроля королевской власти. Недовольство правлением Рамиро здесь ещё больше усилилось после поражений, нанесённых королю аль-Мансуром и признания им себя вассалом Кордовского халифата. Среди португальской знати в конце 981 года возник заговор с целью свергнуть с престола Рамиро III и сделать новым королём воспитывавшегося в этих землях Бермудо.
К лету 982 года мятеж охватил и Галисию, что позволило Бермудо 11 ноября короноваться в Сантьяго-де-Компостеле (под именем Бермудо II). Попытки сторонников Рамиро III, графа Родриго Веласкеса и епископа Сантьяго-де-Компостелы Пелайо, воспрепятствовать этому, завершились без результата. Власть короля Бермудо II признавалась в западных частях королевства, в то время как центральные и восточные районы страны продолжали считать своим королём Рамиро III.
Оба соперника обратились за военной помощью к аль-Мансуру, но тот не поддержал ни Рамиро, ни Бермудо, считая для себя выгодным, чтобы его соперники ослабляли свои силы в междоусобной борьбе. Зимой 982—983 годов Рамиро собрал войско и выступил в поход против мятежников. Сражение произошло при Портилья-де-Аренас (около Монтерросо), однако в ней ни одна из сторон не смогла одержать решающую победу: Рамиро III возвратился в Леон, а Бермудо II укрепился в Галисии. Перелом наступил в 984 году, когда аль-Мансур совершил новый поход в королевство Леон, во время которого разорил Самору и Сепульведу.
Воспользовавшись ситуацией, Бермудо с помощью своих сторонников удалось войти в столицу королевства, город Леон, и окончательно утвердить здесь свою власть. Рамиро бежал в Асторгу, где укрылся в монастыре Сан-Мигель-де-Дестриана. К этому времени из его сторонников продолжали оставаться ему верными только родственники его матери и жены, граф Монсона Фернандо Ансурес и граф Сальдании Гомес Диас.
Последняя хартия, датированная годами правления Рамиро III, выдана 1 мая 985 года. Рамиро скончался от болезни 26 июня этого года в монастыре Сан-Мигель-де-Дестриана и здесь же был похоронен.

### Семья
Король Рамиро III вступил не ранее января 979 года в брак с Санчей (или Урракой) (умерла после 983), дочерью графа Сальдании Гомеса Диаса. От этого брака родился единственный сын, Ордоньо Рамирес (980/984—1017/1024). Он был слепым, поэтому не мог претендовать на престол королевства Леон. Женатый на Кристине (умерла ранее 1051), дочери короля Бермудо II, Ордоньо стал родоначальником семей Аса и Лерма.